# Лука Штајгер
Лука Штајгер (Блауштајн, 14. јун 1988) је немачки кошаркаш. Игра на позицији бека, а тренутно наступа за 1939 Канаријас.

## Успеси

### Клупски
- Бајерн Минхен:
  - Првенство Немачке (1): 2013/14.

- Брозе Бамберг:
  - Првенство Немачке (2): 2015/16, 2016/17.
  - Куп Немачке (1): 2017.

### Појединачни
- Учесник Ол-стар утакмице Првенства Немачке (1): 2013.